# Историја Јевреја у Северној Македонији
Историја Јевреја у Северној Македонији започиње још од Римског царства, када су Јевреји први пут дошли у овај регион, у 4. веку п. н. е. Данас у Р. Македонији има само 183 Јевреја и скоро сви живе у Скопљу.

## Историја

### Римско време
Први Јевреји пристигли су у Македонију у време Римског царства, када су Јевреји бежали из Израела због гонења. Најстарији доказ за постојање Јевреја у Македонији је стара синагога која потиче из 3. века п. н. е. у античком граду Скупи. У Хераклеји Линкестис, данашњем Битољу, археолошким истраживањима рушевина једне од многих некадашњих старохришћанских базилика, откривено је да је иста имала у саставу и просторију за верске обреде јеврејске заједнице; ово иначе у рановизантијским временима и није била реткост, све до владавине цара Фоке који је имао изразито искључив и нетрпељив став према нехришћанима.

### Отоманско време
Јеврејска заједница у Македонији добро се котирала у време Отоманске империје, када су стигли и други талас јеврејских досељеника из Шпаније и Португалије.
У току 1360. године, многи Јевреји су се насељивали на Балканско полуострово, прво у Бугарској у местима Видин, Никопољ и Плевен, а затим у Сер и Солун, где су јеврејске општине биле многобројне. Ови јеврејски емигранти дошли су из Мађарске, Немачке, Пољске и Аустрије. У македонској јеврејској општини налазили су заштиту од црквених прогона. Македонски Јевреји су њих називали Ашкеназима, који говоре јеврејски дијалект са пуно немачких речи. Они нису знали грчки језик, па се нису учлењивали у „романиотске“ јеврејске општине, него су се организовали у својим, ашкенским општинама, какве су постојале у Солуну и Једрену.
Турски владари и народ нису били удружени у погледу антијеврејске пропаганде, и према Јеврејима су се понашали као и према свим другим немуслиманским народима. Јевреји су имали иста грађанска права, а јеврејски рабини су били једнаки као и хришћански свештеници. Имали су право да живе свуда у империји, како би исповедали своју веру и без проблема трговали.

## Насељавање
Највише Јевреја у овом периоду било је у градовима Битољ, Охрид, Бер и Костур, где су имали своје јеврејске општине. Град Солун, због Јевреја, постао је значајан трговски и текстилни центар, али у Солуну су живели и многи Турци, тако да је град добио и оријентални елемент.
Сналажљиви Јевреји били су цењени од стране Турака, а доказ томе је избор неколико јеврејских рабина, од стране султана, у државни савет, назван Диван. Султан Мехмед II Освајач преселио је многе Јевреје у Охрид и Цариград, где је до 19. века постојала Охридска синагога.
Десетине хиљада Јевреја побегли су из Шпаније и Португалије, а султан Бајазит II их примио у Отоманску империју. Они су убрзо стекли одређена права у империји, као што је право на личну својину и грађење синагоге.
Већи македонски градови као што су Скопље, Битољ и Штип, привукли су велики број Јевреја, чија је заједница била у добрим односима са осталима у Македонији. Велики број Јевреја говорио је језик ладино. Новодошли Јевреји били су бројнији него староседеоци.
Јевреји су имали високу културну свест, познавали језике, а многи од њих имали су завршену школу на шпанским и португалским универзитетима. До новог таласа насељавања Јевреја, долази на позив рабина Царфатија током 1475 године. Новопридошли Јевреји су се населили у Солун, и назвали га градом „мајка Израела“.
Из овог периода датира и прва отворена штампарија у Цариграду и Солуну, као и прве штампане књиге на јеврејски језик. Досељење се продужило и током XV и XVI века, али у мањим групама.

## Емиграције
При крају 19. века у Немачкој и Аустроугарској појавиле су се антисемитске пропаганде, и то је постало све учесталије. Појавиле су се опет средновековне приче о „ритуалним убиствама“ код Јевреја. Све ово довело је до тога да су се Јевреји опет масовно селили у империје, а на тај начин се досељавали у Македонију.
При крају 19. века у Русији су се појавиле антисемитске пропаганде, и то је довело до још једног прилива Јевреја у Македонију, односно у Солун, где су се Јевреји највише селили. Као и сви остали грађани у турској империја, и Јевреји плаћали су порез, али због високих пореза често су се жалили код султана. Ипак, Јевреји су били задовољни животом у турској империји, јер нису постојала физичка истребљивања и прогони каквих је било широм Европе.
Пред почетак Другог светског рата, у Битољу је живело око 8.000 Јевреја, у Скопљу око 3.000, а у Штипу око 500 Јевреја.
Јевреји су по први пут добили пуна грађанска права када је данашња Северна Македонија постала део Краљевине Србије 1913. године.

## Други светски рат
Априла 1941. године, бугарска војска која је била савезник војске силе, ушла је у Македонију и окупирала већи део територије. Дана, 4. октобра 1941. године, Бугари су увели закон који је забрањивао Јеврејима да буду на било који начин укључени у друштво и друштвени живот. Нешто касније, Бугари су скупили скоро све Јевреје из Битоле и преместили их у сиромашније и мизерније делове за живљење.
Бугари су у Вардарској Македонији и Егејској Македонији, садашња северна Грчка, 1942. године, започели са депортацијом Јевреја. Ова депортација кулминирала је у другој половини марта 1943 године, када је 7.315 Јевреја послато у нацистичке логоре у Пољској. На овај начин, скоро сви Јевреји из Македоније су уништени, мада, Јевреји који су имали бугарско држављанство били су остављени и поштеђени логора.
Штип више није имао Јевреја, а у Битољу их је остала само неколицина.
Јевреји који су били чланови СКОЈ-а у 1942. години, били су ухапшени и осуђени на доживотну робију: Шами Мориц, Мориц Романо, Виктор Пардо, Аврам Анаф и Ели Фараџи.

### Борци
Борци Јевреји у партизанском одреду „Дамјан Груев” : Виктор Мешулам-Бустрик, Јосеф Песо (Пепо), Мордо Тодолано(Спиро).
У одреду „Јане Сандански“ борци Јевреји (1942): Бено Русо (Коки), Мордехај Нахмијас (Лазо), Нисим Алба (Мики), Арон Ароести.
Борци у јединици Народнослободилачке војске од марта 1943, били су Јевреји: Естреја Овадија (Мара), посмртно проглашена за народног хероја, Жамила Коломонос (Цвета), Адела Фараџи (Ката), Естреја Леви (Лена), Роза Камхи, Самуел Садикарио (Мо), Сами Садикарио, Алберт Касорла (Берто), Алберт Русо (Кате). Борци

## Јевреји данас
У Р. Македонији сада живи око 200 Јевреја. Скоро сви живе у Скопљу, мада, има једна породица у Штипу и један Јеврејин у БитоЉУ.
Током 2003. године, ова заједница је отворила нову синагогу у Скопљу. Јевреји из Р. Македоније одржавају редовне везе са јеврејскитм заједницама у Београду и Солуну.
Страдање македонских Јевреја у холокаусту је запамћено у Меморијалном центру у холокаусту македонских Јевреја који се налази у центру Скопља.